# Naajarsuit

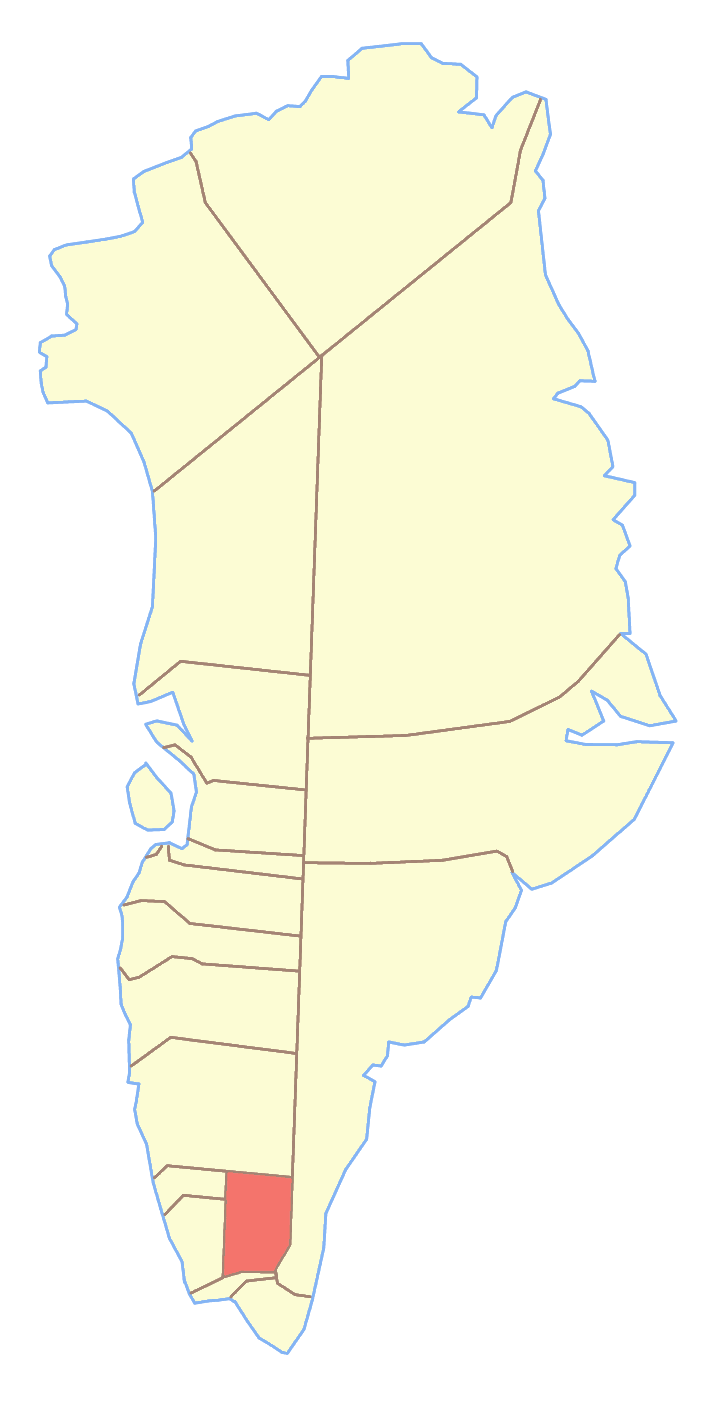
Ex comune di Narsaq, dove si trovava il Naajarsuit

Il Naajarsuit è una montagna della Groenlandia di 1212 m. Si trova a 61°02'N 45°48'O; appartiene al comune di Kujalleq.